# James Wordie

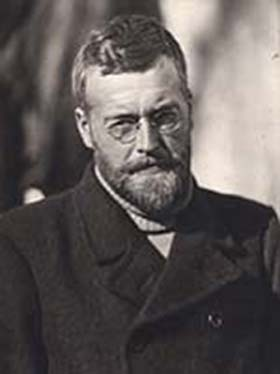
James Wordie

James Wordie (Partick, 26 april 1889 - Cambridge, 16 januari 1962) was een Brits geoloog en poolonderzoeker.

## Biografie
Wordie studeerde aan het St John's College van de Universiteit van Cambridge en aan de Universiteit van Glasgow, waar hij een diploma geologie behaalde. Vanaf 1912 werkte hij samen met poolonderzoekers Frank Debenham en Raymond Priestley. In 1914 nam Wordie deel aan de Endurance-expeditie van Ernest Shackleton als meteoroloog. De expeditie strandde op Elephanteiland, waar ze vier maanden later gered werden. 
In totaal zou Wordie aan negen poolexpedities deelnemen. Hij was ook een medewerker aan de eerste expeditie die de top van de Mount Everest bereikte in 1953 met Edmund Hillary en Tenzing Norgay. Hij ondersteunde ook de oversteek van Antarctica door Vivian Fuchs en Hillary. 
Hij werd onder meer onderscheiden in de Orde van het Britse Rijk. Hij overleed in 1962 op 72-jarige leeftijd.
- Bibsys: 5082527
- Bibliothèque nationale de France: cb105977800 (data)
- Gemeinsame Normdatei: 1246777568
- International Standard Name Identifier: 0000 0000 6405 5634
- Library of Congress Control Number: no00020658
- Nationale bibliotheek van Australië: 35619566
- Nederlandse Thesaurus van Auteursnamen: 07069396X
- SNAC: w68205wq
- Système universitaire de documentation: 091982847
- Trove: 1017028
- Virtual International Authority File: 5403149198262474940009